# Nhanderu
Ñande Ru Tenondé (nosso primeiro pai), "Nhanderu" ou "Ianderu" é considerado o ser criador na mitologia tupi-guarani. Na cosmogonia da obra Ayvú rapyta é descrito primeiramente como colibri e posteriormente com aspectos antropomórficos (não sendo, porém, restrito a estes) e portando figuras próprias da simbologia guarani, como o cetro (Yvyra'i), o cocar, entre outros.
No princípio, "em meio aos ventos originários" e pelo reflexo de sua própria sabedoria, Nhanderu originou-se; e após estabelecer os fundamentos da criação e cada um de seus aspectos, gerou também às outras divindades criadoras: Jakaíra, Karaí, Tupã e Nhamandu, dentre os quais este último prevaleceu, sendo o responsável por criar os demais seres. 